# Прюм, Франсуа
Юбер Франсуа Прюм (фр. Hubert François Prume; 3 июня 1816, Ставло — 14 июля 1849, Льеж) — бельгийский скрипач.
Начал учиться музыке у своего отца, местного органиста Жана Юбера Прюма (ум. 1832), затем был принят в Льежскую консерваторию в класс Франсуа Вансона. В двенадцатилетнем возрасте дебютировал в городском концерте, исполнив собственного сочинения Пасторальное рондо для скрипки; в том же 1828 году окончил консерваторию с первой премией. В 1830—1832 гг. учился в Парижской консерватории у Франсуа Абенека.
Вернувшись в Льеж, в 1833 г., семнадцатилетним, стал профессором консерватории; среди его учеников были Жак Дюпюи, Юбер Леонар, Дезире Хейнберг, племянник Прюма Франц Жеэн, после смерти дяди добавивший его фамилию к своей, а также братья Изаи, Жан-Пьер и Николя — соответственно отец и дядя Эжена Изаи.
В 1839 г. отказался от педагогической работы, чтобы сосредоточиться на сольной карьере. В 1841 г. получил звание придворного солиста Эрнста I, герцога Саксен-Кобург-Готского, в 1844 г. — звание концертмейстера Карла Фридриха, герцога Саксен-Веймар-Эйзенахского. Выступал с успешными концертами в Париже и Брюсселе. С 1845 г. вновь профессор Льежской консерватории.
Автор различных этюдов и салонных пьес для скрипки. Скрипичные концерты Прюма были поднесены с посвящением королю Пруссии Фридриху Вильгельму IV и королю Швеции Оскару I.
Брат, Жозеф Эрнест Прюм (1819—1859) — кларнетист.